# Liste de films algériens sortis en 1963
Liste de films algériens
- 1959
- 1960
- 1961
- 1962
- 1963
- 1964
- 1965
- 1966
- 1967

Liste non exhaustive de films algériens sortis en 1963.

## 1963
| Affiche | Titre            | Réalisateur   | Distribution          | Genre        | Notes |
| ------- | ---------------- | ------------- | --------------------- | ------------ | ----- |
|         | Peuple en marche | Ahmed Rachedi | Télévision Algérienne | Documentaire |       |